# Wallace Stevens-díj
A Wallace Stevens-díj  (The Wallace Stevens Award) egy fontos irodalmi díj az Egyesült Államokban, mellyel az angol nyelv mesteri szintű költőit jutalmazzák meg.  Az elismerő díjat, mely Wallace Stevens 20. századi amerikai költőről kapta a nevét, az Academy of American Poets (Amerikai költők Akadémiája) adományozza. Az 1994-ben alapított díj mellé jelenleg 100 000$ is jár.

## Díjazottak
- 2013 – Philip Levin
- 2012 – Gary Snyder
- 2011 – Yusef Komunyakaa
- 2010 – Galway Kinnell
- 2009 – Jean Valentine
- 2008 – Louise Glück
- 2007 – Charles Simic
- 2006 – Michael Palmer
- 2005 – Gerald Stern
- 2004 – Mark Strand
- 2003 – Richard Wilbur
- 2002 – Ruth Stone
- 2001 – John Ashbery
- 2000 – Frank Bidart
- 1999 – Jackson Mac Low
- 1998 – A. R. Ammons
- 1997 – Anthony Hecht
- 1996 – Adrienne Rich
- 1995 – James Tate
- 1994 – W. S. Merwin

## Külső hivatkozások
- The Academy of American Poets Wallace Stevens Award site